# Anton Bachmann
Anton Bachmann (* 9. September 1922) ist ein ehemaliger deutscher Politiker. Er war Mitglied der Bremischen Bürgerschaft (CDU).   

## Biografie
Bachmann war als Verwaltungsangestellter in Bremen tätig.
Er war Mitglied in der CDU und in verschiedenen Funktionen aktiv. 1951 war er Landesvorsitzender der Jungen Union Bremen. Er war für die CDU von 1958/59 und von 1963 bis 1967 in der 4. und 6. Wahlperiode sechs Jahre lang Mitglied der Bremischen Bürgerschaft und in der Bürgerschaft in verschiedenen Deputationen tätig. 